# یریس (یمن)
 یریس  نام روستایی است در عزلهٔ (الکلاع) و (جبل حبت)، از توابع استان صَعده در کشور یمن در شبه جزیره عربستان است. 
جمعیت آن ۸۰۳ نفر (۳۲ خانوار) می‌باشد.
مؤرخ:(الأکوع) می‌نویسد که این شهر مقر مملمت الکلاعیین بوده‌است.